# Новосёловка (Лозовский район)
Новосёловка (укр. Новоселівка), село,
Павловский Второй сельский совет,
Лозовский район,
Харьковская область.
Код КОАТУУ — 6323984505. Население по переписи 2001 года составляет 107 (47/60 м/ж) человек.

## Географическое положение
Село Новосёловка находится на левом берегу реки Лозовенька,
выше по течению на расстоянии в 2 км расположено село Лозовенька (Балаклейский район),
через 2,5 км река впадает в реку Берека.

## История
- 1901 — дата основания.

## Экономика
- Небольшие песчаные и глиняные карьеры.